# Skeleton Tree
Skeleton Tree  is het zestiende studioalbum van Nick Cave and the Bad Seeds.
Het werd uitgebracht op 9 september 2016 op het label Bad Seed Ltd.
Skeleton Tree werd tussen 2014 en 2016 opgenomen in de Retreat Recording Studios in Brighton, La Frette Studios in La Frette-sur-Seine, en de Air Studios in London. Het album werd geproduceerd door Nick Cave, Warren Ellis en Nick Launay. Tijdens de opnames voor dit album overleed Cave's 15-jarige zoon door een val van een klif; diverse nummers op het album verwijzen naar deze gebeurtenis.

## Tracks
- Jesus Alone
- Rings of Saturn
- Girl in Amber
- Magneto
- Anthrocene
- I Need You
- Distant Sky (met Else Torp)
- Skeleton Tree

## Muzikanten
- Nick Cave
- Warren Ellis
- Martyn Casey
- Jim Sclavunos
- Thomas Wydler
- George Vjestica